# Татарчук Володимир Йосипович
Володи́мир Йо́сипович Татарчу́к (рос. Владимир Иосифович Татарчук, 25 квітня 1966, Матросово, Ольський район, Магаданська область) — радянський український, російський футболіст, гравець збірних СРСР та Росії, олімпійський чемпіон 1988 року. Заслужений майстер спорту СРСР.

## Біографія
Народився Володимир Татарчук у Магаданській області, де у той час проживали його батьки, які поїхали у цей край на заробітки, та працювали на місцевих шахтах. У віці 4 років Володимир разом із родиною переїхав на Волинь. Розпочав заняття футболом у дитячо-юнацькій спортивний школі у місті Володимирі-Волинському, де його першим тренером став Ярослав Кореневський, який сам відвіз талановитого хлопця на перегляд до львівського спортінтернату вже після закінчення ним шостого класу загальноосвітньої школи. В інтернаті його тренером був відомий у минулому гравець львівських «Карпат» Володимир Данилюк. Ще до закінчення навчання в інтернаті розпочав виступи за недавно створену об'єднану команду «Карпат» та львівської армійської команди майстрів, яка отримала назву СКА «Карпати». Із 1984 року викликався до складу юнацької збірної СРСР, у складі якої став срібним призером чемпіонату Європи 1984 року (а у фіналі не зумів забити у серії післяматчевих пенальті в матчі з угорськими юніорами), наступного року грав також на чемпіонаті світу серед молодіжних команд, але на ньому радянська збірна посіла лише 4 місце. У 1985 році здібного футболіста запросили до київського «Динамо», але там Татарчук зіграв лише 1 гру за дублерів, та, зрозумівши, що в основний склад команди не потрапляє, повернувся до Львова. Оскільки футболіст досяг призивного віку, на нього відразу ж почала претендувати головна армійська футбольна команда СРСР — московський ЦСКА. СКА «Карпати» не хотіли віддавати талановитого гравця, але відповідно до наказу з Москви мусили віддати Татарчука в розпорядження московського клубу. По дорозі до Москви Володимир Татарчук раптово захворів, у нього було діагностовано гострий апендицит, який у зв'язку із невчасним наданням кваліфікованої медичної допомоги переріс у перитоніт, що вибило футболіста з гри на кілька місяців. Після відновлення, вже у складі московської команди, яка на той час грала у першій лізі, Володимир Татарчук став одним із основних футболістів, грав переважно на позиції плеймейкера, відзначався не тільки технікою, але й непоступливою грою, часто на грані фолу. У першому сезоні в першій лізі ЦСКА посів друге місце, але того року для переходу до вищого дивізіону радянського футболу необхідно було посісти місце не нижче другого у перехідному турнірі за участю двох кращих команд першої ліги та двох найгірших команд вищої ліги. Із цим завданням московські армійці не впорались, посіли у цьому турнірі лише третє місце, і ще на рік залишились у першому радянському дивізіоні. Але вже у сезоні 1986 року ЦСКА розділив перше-друге місця із «Гурією» із Ланчхуті, та виграв «золотий» матч за перше місце в Ужгороді, і знову повернувся у вищу лігу. Увесь цей час Татарчук був основним гравцем півзахисту армійської команди, та й сам часто забивав важливі голи, як у матчі з київським «Динамо», у якому армійці перемогли 2-1. У сезоні 1987 року Татарчук став кращим бомбардиром ЦСКА у вищій лізі, та, незважаючи на те, що армійці знову вилетіли з вищої ліги, в цьому році дебютував у складі першої збірної СРСР у матчі проти збірної Швеції. Повернутись знову до вищої ліги московським армійцям вдалось лише за підсумками сезону 1989 року, коли армійці лише на очко випередили «Гурію». У цьому сезоні Татарчук не тільки віддавав результативні передачі на форвардів команди, а й сам відзначався результативною грою, забивши у 38 проведених матчах 13 м'ячів у ворота суперників. Наступного сезону вже у вищій лізі ЦСКА посіло друге місце, а Татарчук залишався одним із основних гравців півзахисту команди. Хоча цього сезону результативність футболіста була нижчою, ніж у першій лізі (він візначився у цьому чемпіонаті лише 3 забитими м'ячами), проте надалі був одним із твердих гравців основи, та зіграв у чемпіонаті 21 матч із 24 можливих. Наступний сезон був найвдалішим за більш ніж двадцять років історії команди. Спочатку ЦСКА виграв у фіналі Кубка СРСР, а пізніше, переживши загибель основного воротаря команди Михайла Єрьоміна, команда здобула титул чемпіонів СРСР. У цьому сезоні Татарчук також був одним із основних футболістів клубу, та зіграв у переможному чемпіонаті 24 матчі, у яких відзначився 5 забитими м'ячами. У цьому ж році ЦСКА виступав у розіграші Кубка володарів кубків проти римської «Роми», і, хоча московський клуб поступився італійському клубові за сумою двох зустрічей, ЦСКА показало непогану гру, а за оцінками деяких журналістів, саме Володимир Татарчук був найкращим футболістом у цих матчах у складі московських армійців.
Після сезону 1991 року керівництво армійського клубу вирішило заробити на трансферах гравців, та вирішило розпродати переможний склад армійців у останньому союзному чемпіонаті. Володимир Татарчук отримав запрошення від празької «Славії», власником якої перед цим став американський мільярдер чеського походження, який вклав великі гроші у розвиток клубу та платив хорошу заробітну плату футболістам. Перші три місяці Татарчук не дуже часто з'являвся на полі, проте потім став гравцем основи. Виступав на позиції «під нападниками», часто забивав. У празькому клубі Володимир Татарчук грав із багатьма молодими футболістами, які склали кістяк срібного складу збірної Чехії на Євро-1996, та зуміли взяти найкраще з гри уже досвідченого плеймейкера родом з України. Після закінчення контракту з чеським клубом Татарчук повернувся до ЦСКА, хоча мав пропозицію від іншого московського клубу — «Спартака», але не прийняв її з почуття клубного патріотизму. Проте після того, як у армійський клуб прийшов тренер зі «Спартака» Олександр Тарханов, Татарчук покинув армійський клуб.
Наприкінці жовтня 1994 виїхав разом з Олегом Сергєєвим грати в Саудівську Аравію до клубу «Аль-Іттіхад» із Джидди, куди його запросив український тренер Іштван Шандор. У країні провів 7 місяців, які вважає для себе втраченими (контракт був на 2 роки). Разом з командою посів 3-е місце, але при цьому в команді змінилося 7 тренерів із різних країн. Повернувся до Москви, але виявилося, що він не міг грати за ЦСКА (за рішенням ФІФА повинен був продовжувати грати в Саудівській Аравії). У результаті вийшло, що 8 місяців провів без гри.
У середині 1996, за посередництва Бориса Ігнатьєва, Володимир Татарчук підписав контракт з «Динамо-Газовик», разом з яким переміг у турнірі російської першої ліги та вийшов у Вищу лігу. Тренер ЦСКА Павло Садирін запропонував повернутись до армійського клубу, але Татарчук цього разу відмовився від пропозиції армійського клубу, так як образився на клуб за позицію під час вимушеного простою футболіста, та відсутності пропозицій у період, коли гравець тимчасово був без клубу. Після сезону у вищій лізі з тюменським клубом Володимир Татарчук переїжджає до Нижнього Новгорода, де разом із місцевим «Локомотив» НН займає друге місце у першій російській лізі, та повертає місце у найвищому російському дивізіоні для нижегородської команди. Наступний сезон вже досвідчений плеймейкер провів у складі нижегородського клубу у вищій російській лізі, а на початку 2000 року став гравцем саратовського «Сокола». Проте у складі майбутнього переможця російської першої ліги Татарчук зіграв лише 5 матчів, та переїхав до Сибіру, де до закінчення 2000 року зіграв ще 6 матчів за красноярський «Металург». У 2001 році Володимир Татарчук провів сезон у латвійському «Металургсі», а у 2002 році пограв за нижчоліговий підмосковний клуб «Шатура», після чого завершив виступи на футбольних полях.

## Виступи за збірні
Володимир Татарчук з 1984 року викликався до складу юнацької збірної СРСР, у складі якої став срібним призером чемпіонату Європи 1984 року, наступного року грав також на чемпіонат світу серед молодіжних команд, на якому радянська збірна зайняла лише 4 місце. Всього за юнацьку збірну Володимир Татарчук зіграв 33 матчі, за юніорську — 10 матчів, за молодіжну збірну СРСР — 8 матчів.
У 1987 році Володимир Татарчук почав залучатися до олімпійської збірної СРСР, і у перший рік провів 8 матчів за олімпійську збірну, 5 із яких були товариськими. Наступного року Володимира Татарчука включили до складу збірної на Олімпійські ігри в Сеулі. У складі команди Татарчук зіграв усі 7 матчів на олімпійському турнірі, а у фіналі футболіст був видалений за два попередження на бразильцях Бебето та Ромаріу, хоча це не завадило виграти олімпійське золото радянській збірній.
За першу збірну СРСР Володимир Татарчук уперше зіграв 18 квітня 1987 року в Тбілісі проти збірної Швеції, замінивши після перерви Олега Протасова. Після розпаду СРСР, тривалий час виступаючи за московський клуб, Володимир Татарчук вибрав виступи за збірну Росії. Проте у її складі протягом 2 років зіграв лише 7 матчів, та не був включений до складу збірної на чемпіонат світу 1994 року, після чого до збірної не залучався. Всього у збірних СРСР та Росії провів 16 матчів, забив 1 гол. За олімпійську збірну СРСР в офіційних матчах зіграв 10 матчів. Також за збірну СРСР зіграв в 1 неофіційному матчі.

## Після завершення футбольної кар'єри
Після завершення виступів на футбольних полях Володимир Татарчук нетривалий час працював у дитячо-юнацькій школі при клубі ЦСКА, але був звільнений без пояснення причини. Пізніше нетривалий час працював головним тренером нижчолігового московського клубу «Красний Октябрь». Пізніше нетривалий час Татарчук грав за аматорський клуб «Локомотив-М» із Серпухова. Пізніше грав за різноманітні ветеранські команди. У 2013 році Володимиру Татарчуку виставлено діагноз раку прямої кишки, що потребувало тривалого та дороговартісного лікування. Керівництво клубу ЦСКА, у якому Татарчук провів найяскравіші роки своєї футбольної біографії, відмовилось допомогти колишньому футболістові, проте вболівальники клубу зуміли зібрати необхідні кошти на операції та хіміотерапевтичне лікування. Після проведених курсів лікування хвороба відступила, і стан здоров'я Володимира Татарчука покращився.

## Особисте життя
Володимир Йосипович Татарчук одружений, із дружиною познайомився ще під час навчання в Львівському спортінтернаті. Його дружина колишня легкоатлетка, працює тренером у Москві, у подружжя є син та дочка. Син, Володимир Володимирович Татарчук, також був професійним футболістом.

## Досягнення
- Олімпійський чемпіон (1):

1988
- Переможець першої ліги СРСР — 1986, 1989
- Чемпіон СРСР (1):

ЦСКА (Москва): 1991
- Володар Кубка СРСР (1):

ЦСКА (Москва): 1990-91
- Переможець першого дивізіону першості Росії у першій лізі — 1996, 2000.